# Mistrzostwa Świata w Lekkoatletyce 1987 – chód na 20 km mężczyzn

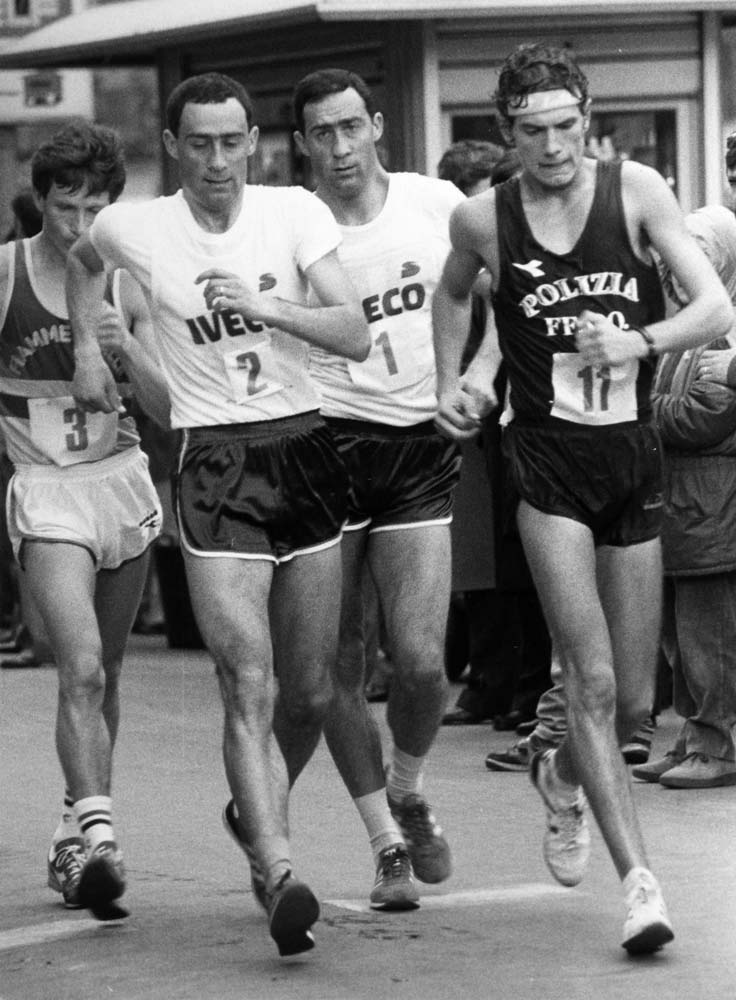
Mistrz świata Maurizio Damilano (z numerem 1)

Chód na 20 kilometrów mężczyzn – jedna z konkurencji rozgrywanych podczas lekkoatletycznych mistrzostw świata w 1987. Meta znajdowała się na Stadionie Olimpijskim w Rzymie.
Zwycięzcą został Maurizio Damilano z Włoch. Tytułu zdobytego na poprzednich mistrzostwach nie obronił Ernesto Canto z Meksyku, który tym razem został zdyskwalifikowany.

## Terminarz
| Data        |       |
| ----------- | ----- |
| 30 sierpnia | Finał |

## Rekordy
|                          | Zawodnik      | Wynik   | Miejsce         | Data                 |
| ------------------------ | ------------- | ------- | --------------- | -------------------- |
| Rekord świata            | Axel Noack    | 1:19:12 | Karl-Marx-Stadt | 21 czerwca 1987(dts) |
| Rekord mistrzostw świata | Ernesto Canto | 1:20:49 | Helsinki        | 7 sierpnia 1983(dts) |

## Wyniki

### Finał
| Poz. | Imię i nazwisko     | Narodowość        | Wynik   | Uwagi |
| ---- | ------------------- | ----------------- | ------- | ----- |
| 1    | Maurizio Damilano   | Włochy            | 1:20:45 | CR    |
| 2    | Jozef Pribilinec    | Czechosłowacja    | 1:21:07 |       |
| 3    | Josep Marín         | Hiszpania         | 1:21:24 |       |
| 4    | Wiktor Mostowik     | ZSRR              | 1:21:53 |       |
| 5    | Carlo Mattioli      | Włochy            | 1:22:53 |       |
| 6    | Roman Mrázek        | Czechosłowacja    | 1:23:01 |       |
| 7    | Jean-Claude Corre   | Francja           | 1:23:38 |       |
| 8    | Querubín Moreno     | Kolumbia          | 1:23:42 |       |
| 9    | Ian McCombie        | Wielka Brytania   | 1:23:51 |       |
| 10   | Reima Salonen       | Finlandia         | 1:24:14 |       |
| 11   | Pavol Blažek        | Czechosłowacja    | 1:24:37 |       |
| 12   | Andrew Jachno       | Stany Zjednoczone | 1:24:46 |       |
| 13   | Martial Fesselier   | Francja           | 1:24:51 |       |
| 14   | Dominique Guebey    | Francja           | 1:25:01 |       |
| 15   | Erling Andersen     | Norwegia          | 1:25:08 |       |
| 16   | José Urbano         | Portugalia        | 1:25:10 |       |
| 17   | Jan Staaf           | Szwecja           | 1:25:12 |       |
| 18   | José Pinto          | Portugalia        | 1:25:24 |       |
| 19   | Tim Lewis           | Stany Zjednoczone | 1:26:00 |       |
| 20   | Ricardo Pueyo       | Hiszpania         | 1:26:09 |       |
| 21   | Ray Sharp           | Stany Zjednoczone | 1:27:06 |       |
| 22   | Sándor Urbanik      | Węgry             | 1:27:24 |       |
| 23   | Stefan Johansson    | Szwecja           | 1:27:27 |       |
| 24   | Simon Baker         | Australia         | 1:27:32 |       |
| 25   | Francisco Vargas    | Kolumbia          | 1:27:33 |       |
| 26   | Anatolij Gorszkow   | ZSRR              | 1:27:34 |       |
| 27   | Miguel Prieto       | Hiszpania         | 1:27:40 |       |
| 28   | Wolfgang Wiedemann  | RFN               | 1:28:07 |       |
| 29   | Gary Morgan         | Stany Zjednoczone | 1:28:08 |       |
| 30   | Vesa Puukari        | Finlandia         | 1:28:29 |       |
| 31   | Carlos Ramones      | Wenezuela         | 1:28:40 |       |
| 32   | Santiago Fonseca    | Honduras          | 1:28:44 |       |
| 33   | François Lapointe   | Kanada            | 1:29:22 |       |
| 34   | Chris Maddocks      | Wielka Brytania   | 1:32:36 |       |
| 35   | Abdelwahab Ferguène | Algieria          | 1:34:26 |       |
| –    | Franc Kostiukiewicz | ZSRR              | DNF     |       |
| –    | Héctor Moreno       | Kolumbia          | DNF     |       |
| –    | Axel Noack          | NRD               | DNF     |       |
| –    | Walter Arena        | Włochy            | DQ      |       |
| –    | Ernesto Canto       | Meksyk            | DQ      |       |
| –    | Carlos Mercenario   | Meksyk            | DQ      |       |
| –    | David Smith         | Australia         | DQ      |       |